# Rojaiivka (Abazivka), Poltava
Rojaiivka (în ucraineană Рожаївка) este un sat în comuna Abazivka din raionul Poltava, regiunea Poltava, Ucraina.

## Demografie
Componența lingvistică a localității Rojaiivka
     Ucraineană (77,78%)
     Rusă (22,22%)
Conform recensământului din 2001, majoritatea populației localității Rojaiivka era vorbitoare de ucraineană (77,78%), existând în minoritate și vorbitori de rusă (22,22%).